# علي جواد
علي جواد الرشيد، من مواليد 31 يناير 1986، لاعب كرة قدم كويتي سابق.
ولعب مع نادي القادسية الكويتي، وكان الحارس الثالث في نادي القادسية الكويتي.

## إنجازاته
- كأس الاتحاد الكويتي (مرة واحدة) : 2007/2008